# Allstar SZD-54 Perkoz
Dimensions
Le Allstar SZD-54 Perkoz est un planeur à deux places polonais, construit par Allstar PZL Glider. Le Perkoz est construit entièrement en composite fibre de verre. Il est dessiné pour la formation, pour la voltige (avec envergure de 17,5 m) et pour le vol de campagne (avec envergure de 20 m). Dans la version avec des rallonges d'aile et winglets amovibles il atteint une finesse de 42.
Le Perkoz est le successeur du SZD-50 Puchacz, dont la production a été terminée en 2014.